# Juniper Networks

 Džuniper Mreže  je Američka multinacionalna kompanija sa sedištem u Sanivejl, Kalifornija koja razvija i prodaje mrežne proizvode. Njeni proizvodi uključuju rutere, prekidače, upravljanje mrežnim softverom, bezbednošću mrežnih proizvoda i softverski definisanu mrežnu tehnologiju.
Kompanija je osnovana 1996. od strane Pradepa Sindu. Primila je nekoliko donacija od raznih kapitalista i telekomunikacijskih kompanija pre nego što je izašla javno 1999. Džuniper je porastao do $673 miliona godišnje zarade 2000 godine. Do 2001. imala je 37% akcija, tako izazivajući Cisko, nekada dominantno tržište sa akcijama. Porastao je $4 milijarde zarade do 2004. i $4,63 milijarde u 2014. Džuniper je postavio Kevina Džonsona kao CEO 2008, Šajgana Keradpir u 2013. i Rami Rahima 2014.
Džuniper mreže su se prvobitno usresredile na jezgro rutera, koje koriste provajderi internet usluga (ISPs) da dobiju pretragu IP adresa i direktan internet saobraćaj. Nabavkom Unišper u 2002, kompanija je ušla na tržište za rutere koji koriste ISPs za saobraćaj interneta do individualnih potrošača. Džuniper mreže je ušla na tržište IT bezbednosti sa sopstvenim Jprotekt bezbednosnom alatkom 2003. pre osnivanja bezbednosne kompanije NetSkrin Tehnologije sledeće godine. Ona je ušla na tržište 2000, što se može zaračunati kao jedna trećina zarade 2005. Što se tiče 2014, Džuniper je usresređen na razvijanje novih softvera za mrežne proizvode. Međutim, 2016. kompanija je naišla na probleme vezane za sumnju stavljanja bekdorova unutar SkrinOS proizvoda.

## Istorija

### Poreklo i finansiranje
Pradep Sindu, je naučnik sa Kseroksa’s Palo Alto Istraživačkog Centra (PARC), dobio je ideju za Džuniper mreže dok je bio na odmoru 1995
i osnovao kompaniju u Februaru 1996. U to vreme većina rutera koji su korišćeni za saobraćaj interneta bili su namenjeni samo za telefonske pozive i oni su odlučivali kružno o svakom pozivu. Sindhu je želeo da stvori paket rutere koji su bili podešeni samo za saobraćaj interneta. Njemu su se pridružili inženjeri Bjorn Lienkres iz San Mikrosistema i Denis Ferguson iz MCI Komunikacja.
Sindu je započeo Džuniper Mreže sa 2 milliona dolara manjim investicijama, praćenu sa 12 miliona dolara od zarade u prvoj godini rada. Posle sedam meseci od osnivanja kompanije, Skot Kriens je kao jedan od direktora upravljao poslom dok je osnivač Sindu postao tehnički direktor. Do februara 1997 Džuniper je porastao na 8 miliona dolara preduzetničkog finansiranja. Kasnije te godine Džuniper mreže su porasle na još 40 miliona investiciono od pet najvećih proizvođača telekomunikacione opreme: Simens, Erikson, Nortel i 3Kom. Džuniper je takođe dobio 2,5 miliona dolara od Kvest i drugih ulagača iz AT&T.

### Rast i IPO
Džuniper mreže su imale godišnju zaradu od 3,8 miliona dolara 1998. Do sledeće godine njegov jedini proizvod M40 ruter korišćen je od strane pedeset telekomunikacionih kompanija. Džuniper mreže su potpisale ugovor sa Alkatel i Erikson da distribuiraju M40 internacionalno. Osnovano je evropsko predstavništvo u Engleskoj i Azijsko u Hong Kongu. Firma je osnovana u Japanu i uredi su uspostavljeni u Koreji 1999. Džuniper mreže su imale porast akcija od jezgro rutera 6% u 1998. do 17.5% godinu dana kasnije, i 20% do Aprila 2000.
Džuniper mreže su se prijavile za inicijalne javne ponude u Aprilu 1999 i njihov prvi dan na NASDAKU bio je u Junu. Akcija je postavila rekord u prvom danu povećanjem prodaje u tehnološkom sektoru za 191% sa tržišnom kapitalizacijom od $4,9 milijardi. Prema Telefony Džuniper mreže su postale " najnovije čedo Volstrita ", dostizavši 7 milijardi dolara vrednosti do Jula. U roku od godinu dana akcije kompanije su porasle još 5 puta.
Rast Džuniper mreža u 2000.godini je bio 600%, do $673 milliona. Te iste godine Džuniper mreže su premestile svoje sedište iz Mountajn Vju u Sunivejl, Kalifornija.

### Konkurencija
Do 2001. Džuniper je kontrolisao 1/3 tržišta za rutere većinom od prodaje Cisko Sistema . Prema BiznisViku, "analitičari su se složili da su Džuniper kutije tehnički superiornije od Ciskovih zato sto hardver obavlja vecinu procesovanja podataka. Cisko ruteri su se još uvek	 oslanjali na softver što je cesto rezultovalo manju brzinu." Medjutim Cisko je obezbedio veći izbor usluga i podrške. Novinari su cesto govorili o Džuniperu i Cisku kao "Davidu protiv Golijata" . Cisko je porastao u veliku kompaniju za opremu rutera za domove, u biznisu i za ISP, dok je Džuniper smatran nasuprot "anti-Cisko", kao mala kompanija sa uskim fokusom.
U januaru 2000. Cisko je uveo ruter proizvod za koji je BiznisVik rekao da je namerno izazivao Džunipera. Prema tom BiznisViku, Džuniperov top ruter je bio četiri puta brži i dva puta skuplji u poređenju sa Cisko proizvodom. Nije se očekivalo od Cisko rutera da će da snize akcije Džuniperovog rastuceg tržista, ali druge kompanije kao što su Lucent, Alkatel, sistemi objavili su planove da će napraviti proizvod koji će biti nadmoćniji od Džuniperovih rutera.
Džuniper je uveo rutere za mreže koji su mu omogućili da se takmiči sa Ciskom. Oni su imali 9% akcija posle dva meseca. Obe kompanije su preterivale u svojim tvrdnjama; Džuniper je reklamirao svoje proizvode kao dovoljno stabilne tako da dosade IT osoblju, a Cisko je oglasio svoje laboratorijske testove i došao do zaključka LajtRida da su njegovi proizvodi bili superiorniji od Džuniperovih, dok je rezultat bio totalno suprotan. Do 2002. obe kompanije su stalno oglašavale proizvode sa brzim specifikacijama, dok je ona druga Mrezni Svet nazvan "takmicenje u javnosti".
Do 2004. Džuniper je kontrolisao 38% tržišta rutera. Do 2007. Imao je 5%, 18% i 30% akcija tržišta za firme. Alkatel-Lucent je bio neuspešan u takmičenju sa Džuniperom i Ciskom.

### Dalji razvoj
Krajem 2000. Džuniper se udružio sa Eriksonom da ravije i izbaci na tržiste mrežne prekidače za internet saobraćaj na mobilnim uredjajima, i sa Nortelom sa optičkim vlaknima tehnologijom. 2001. Džuniper je uveo tehnički program sertifikacije i bio je uključen u prvu optičku internet mrežu u Kini. Džuniperov rast se usporio 2001. posto je telekomunikacioni sektor usporio i zarada je opala za 2/3. dot-com . Od 9-10% radne snage je otpušteno.
Džuniper se povratio do 2004. prelazeći 1 milijardu dolara u zaradi prvi put te godine i dostižući 2 milijarde dolara u zaradi 2005. Početkom 2004, sa nabavkom NetEkrana, Džuniper mreže su počele razvoj i prodaju proizvoda za segment preduzeća. Džuniper je imao reputaciju za servisiranje ISP, ne preduzeća što je pokušavao da promeni. Do 2005. mušterije preduzeća su bile 1/3 zarade kompanije, ali su potrošili 5 milijardi dolara u nabavkama i R&D za tržište preduzeća.
U 2006. više od dvesta američkih kompanija su proveravale svoje finansijske rezultate zbog akcija kraniji sastanak o akcijama. Džuniperovi akcionari su nepravedno trvrdili da se kompanija bavi obmanom i praćenjem. U Decembru 2006, Džuniper je obnovio svoje finansije, napunio $900 milliona očekivajući da popravi akcije od 1999. do 2003. To je bilo praćeno sa $169 milliona, naselja sa akcionarima u Februaru 2010.

### 2008. do danas
U julu 2008. Džuniperov prvi direktor, Skot Kriens, postao je predsedavajući i formirao je Majkrsoft gde je Kevin Džonson bio direktor. Džonson je fokusirao kompaniju više na softver, kreirajući softver solucije sa bivšim kolegom iz Majkrosofta, Bobom Mugliom. Džuniper je takođe zaposlio još jednog bivšeg direktora Majkrsofta da se fokusira na strategije softverske kompanije i da ohrabri istraživače da naprave softver proizvod koji radi na Džunos operativnom sistemu. Džuniper je organizovao partnerstvo sa AJBIEMom, Majkrsoftom i Orakl zbog problema sa kompatibilnošću softvera. SSL/ VPN Pulse lansiran je 2010. a kasnije je pretvoren u privatnu firmu 2014. za 250 miliona dolara.
Године 2012, Džuniper je otpustio 5% svog osoblja i otišla su mu četiri mnogo dobra direktora. Sledeće godine, direktor Kevin Džonson je objavio da će se penzionisati kada mu nađu zamenu. U novembu 2013. Džuniper mreže su oglasile da će ga zameniti sa Sajgan Keradpirom na poziciji direktora. On je započeo rad na toj poziciji u Januaru 2014.
U Januaru 2014, hedz fond, aktivista i akcionar Džunipera Eliot Asokiates je rekao da Džuniper smanjio svoje rezerve novca i troškove, pre nego što je Keradpir zvanično stavljen na tu poziciju. Tog Februara, Džuniper je postavio dogovor sa Eliotom i drugim akcionarima za Integrisani operativni plan (IOP) koji je uključivao ponovnu kupovinu 2 milijarde dolara u akcijama, smanjujući operativne troškove za 160 miliona dolara i postavio je dva nova direktora u svoj odbor. Tog aprila 6% osoblje kompanije je otpušteno da bi se smanjili troškovi. U Novembru 2014, Keradpir je neočekivano dao otkaz posle kontrole direktora Džunipera u vezi sa njegovim pregovorima sa neimenovanom mušterijom. Džuniperov direktor Rami Rahim zauzeo je njegovo mesto.
U Maju 2014, Palo Alto Mreze su se dogovorile da plate 175 miliona dolara za prekršaj na Džuniperovim patentima.

## Nabavke i ulaganja
Do 2001. Džuniper je imao samo nekoliko potraživanja za manje kompanije. To je ubrzano 2001. i 2002. kupovinom Pacifik Broadbend i Unisper Mreža. U 2004. Džuniper je ostvario 4 milijarde dolara od bezbednosne mreže kompanija NetSkrin Tehnologije. Džuniper je obnovio NetSkrin program kanala te godine i iskoristio njihovu mrežu da dovede druge proizvode na tržište.
Džuniper je otsvario pet nabavki 2005. većinom od startap kompanija sa vrednostima od 8,7 do 337 miliona dolara. To je zahtevalo aplikacijsko-ubrzanje prodavca Redlajn Mreže, VOIP kompanije Kagur Mreže, kao i široku oblast mreže siroka oblast mreža (WAN) kompanije Peribit Mreže. Peribit i Redlajn su bili udruženi u novu aplikaciju proizvoda i njihova tehnologija je bila integrisana u Džuniperov infranet okvir. Posle toga Džuniper nije imao nikakve dodatne nabavke do 2010.
Od 2010. do septembra 2011. Džuniper je ostvario šest nabavki i uložio u osam kompanija. Često u ranijim fazama, razvijao je svoju tehnologiju, i onda je to prodavao već postojećim klijentima. Imao je potrebu za dve digitalne video kompanije, Ankena Mreže i CrniTalas Inc., kao i bežičnu vajrles LAN softver kompaniju Trapez Mreže. U 2012. Džuniper je imao potrebu za Mykonos Softver koji razvija bezbednosni softver sa namerom da prevari hakere koji su već unutar Mrežnog opsega i razvije softver definisane mrežne kontrolere, Kontrol Sisteme. U 2014. Dzuniper je imao potrebu za program-definisanom mrežom (SDN) kompaniju WANDL.

## Proizvodi
Džuniper Mreže dizajnira i izbacuje na tržište IT mrežne proizvode kao što su ruteri, prekidači i IT bezbednosni proizvodi. Počeli su tako što su prodavali rutere za ISP, zatim proširili svoju delatnost na centre podataka, bežični internet, mreže za filijale kancelarija i druge slične uređaje.
Džuniper je treći na svetu akcionar za rutere i prekidače koristeći ISPove. Prema firmi koja se bavi analizam, DellOro Group je firma koja se nalazi na četvrtom mestu po ruterima i druga po proizvodnji osnovnih rutera sa 25% akcija. Takođe je druga na svetu za odbrambene zidove, sa 24.8% akcija tržišta proizvoda. U centru podataka sigurnost uredjaja, Dzuniper se nalazi na drugom mestu iza Ciska. U WLAN, gde Džuniper ima zajednički razvoj i marketinski ugovor sa Aruba Mrežama, koji imaju udeo u akcijama. Džuniper pruža tehničku podršku i usluge preko J-Care programa.
Od februara 2015 porodica Džuniperovih proizvoda se sastoji od sledeceg:
| \| Tehnologija[83] \| Porodica Proizvoda[83] \| \| --------------- \| ------------------------------------------------------------------------------------------------------------------------------------------------------------------------------------------------------------- \| \| Rutiranje \| - T-serije: Visesasioni IP/MPLS osnovni ruteri - MX Serije: Serije rutera - M Serije: Kombinovane IP/MPLS serije rutera - PTX Serije: Univerzalni pristupni ruteri - ACX Serije: Univerzalni pristupni ruteri \| \| Prekidaci \| - EX Serije: Ex serije prekidaca - WLAN Proizvodi: Kontroleri, pristupne tacke i softver - QFX Serije: Prekidaci za firme \| \| Sigurnost \| - SRX Serije: Siguronosni proizvodi za centre podataka i filijale \| \| Softver \| - Džunos operativni sistem - Džunos prostor: Usluga Okrenuta ka Arhitekturi razvojno okruženje mrežnih aplikacija - Kontrail: Brend softvera definisan za mreže i mrežne kontrolere \| | |
| Tehnologija | Porodica Proizvoda |
| Rutiranje | - T-serije: Visesasioni IP/MPLS osnovni ruteri - MX Serije: Serije rutera - M Serije: Kombinovane IP/MPLS serije rutera - PTX Serije: Univerzalni pristupni ruteri - ACX Serije: Univerzalni pristupni ruteri |
| Prekidaci | - EX Serije: Ex serije prekidaca - WLAN Proizvodi: Kontroleri, pristupne tacke i softver - QFX Serije: Prekidaci za firme                                                                                     |
| Sigurnost | - SRX Serije: Siguronosni proizvodi za centre podataka i filijale |
| Softver | - Džunos operativni sistem - Džunos prostor: Usluga Okrenuta ka Arhitekturi razvojno okruženje mrežnih aplikacija - Kontrail: Brend softvera definisan za mreže i mrežne kontrolere                           |

### Ruteri i prekidači
Džuniperov mrežni prvi proizvod bio je Džunos ruter operativni sistem, koji je pokrenut 1. Jula,1998. Prvi Džuniperov ruter je bio dostupan tog septembra i bio je osnovni ruter za internet provajdere koji su se zvali M40. Sastojao se od specijalizovanih aplikaciono-specificnih integrisanih kola (ASIC) za saobracaj rutera koji je razvijen u partnerstvu sa IBM. On je bio deset puta brži od Ciskovih proizvoda. M40 je praćen manjim M20 ruterom u decembru 1999. i M160 u martu 2000.
Do 2000, Džuniper je razvio pet hardver sistema i imao sedam distribuiranja svog Džunos operativnog sistema. Tog aprila Džuniper je izdao drugu generaciju internet procesora ugrađenih u svoje osnovne rutere. U aprilu 2002. izdao je prvu T-seriju (poznat po kod-imenu Gibson), koja bi mogla obavljati četiri puta više pregleda ruta po sekundi od M160 . Prvi proizvod TX Matrix porodice koji može da se koristi sa kombinacijom do cetiri T-serije rutera pušten je u promet u decembru 2004.
Do 2003. Džuniper je razvio tri glavne vrste rutera: jezgarne rutere, serijske, i rutere za mobilni saobraćaj. Džuniperova prva velika diversifikacija od glavnih rutera bila je kada je ušao na tržište rutera, sticanjem porodice proizvoda e-serije (prvobitno poznat kao ERX) kroz kupovinu Unišpera u 2000. Do 2002, Cisko i Džuniper su povećali fokus na rutere, jer su mnogi provajderi izgrađeni velikom propusnom opsegu rutera. U 2003. je bilo nekoliko poboljšanja Džuniperovog softvera. U ovo vreme Džuniper je imao najveći udeo akcija čak 52%. U 2003. Džuniper je ušao na tržište za modeme. Porodicna proizvodnja je prekinuta kasnije te godine.
Njegov prvi proizvod prekidača za firme bio je EX4200 koji je pušten u promet 2008. Kada su vršeni tehnički testovi poređenja, Mrežni Svet je rekao da je EX4200 pokazao najbolje performanse od svih prekidača. Džuniper mreze su reklamirale T1600 1.6 terabita po sekundi, osnovni ruter u 2007. i noviji T4000 četiri terabitni ruter u 2010. U 2012. pustili su u promet ACX porodicu univerzalnih pristupnih rutera. U 2013, kompanija je napravila nekoliko novih izdanja u MX porodici rutera: uvela je manju verziju rutera nazvanih PTX3000, i nekoliko novih rutera koji su pušteni u prodaju. Sedam meseci kasnije, Džuniper stiče WANDL, čija tehnologija je bila intergrisana u SevernojZvezdi WAN kontrolera koji je objavljen u Februaru 2014.
U Februaru 2011, Džuniper je uveo QFabrik, vlasnički protokol metodologija za prenos podataka preko mreže korišćenjem jednog mrežnog sloja. Nekoliko pojedinih proizvoda za metodologiju Qfabrik su pustili u rad tokom cele godine. U Oktobru, Dzuniper uvodi još jednu mrežnu arhitekturu koja se zove MetaFabrik i novi set prekidača, QFX5100 porodice, kao jedan od temelja nove arhitekture.
U februaru 2014. učinjeno je poboljšanje na nekoliko softvera i hardvera uključujući serije ISPova koji mogu da se koriste radi bezbednosti internet usluga potrošača. U decembru 2014. Džuniper je uveo mrežni prekidač OCX1100 koji može da radi ili na Džunos operativnom sistemu Otvoreno Racunarstvo Projekt ili na otvorenom-izvoru programa.

### Bezbednost
Džuniper mreže su uvele alatku za bezbednost JProtekt u maju 2003. To je uključivalo protivpožarne zidove, praćenje toka, filtriranje i Prevod Mrežne adrese (NAT). U toku 2004 sa NetSkrin Tehnologijama, Džuniper je dobio Džuniper siguronosnu liniju, dobru kao udaljeni desktop pristup program. NetSkrin-5GT ADSL bezbednosni aparat je bio prvi novi NetSkrin proizvod Dzuniper koji je uveden nakon sticanja i to je bio prvi vajrles proizvod. Prvi Dzuniper proizvod namenjen za mala preduzeca bio je na daljinski pristup koji je objavljen u Avgustu 2004. Otvoreni interfejs za razvoj alata trećim licima bio je dostupan u Septembru.
U septembru 2004. Džuniper je došao na tržište za pristupne rutere firmi sa tri rutera koje su bile prvi od J serije porodice proizvoda. It used the channel partners acquired with NetScreen to take the routers to market. U 2005. Džuniper je izdao svoju prvu Mrežnu Pristupnu Kontrolu Mreznu Pristupnu Kontrolu (NAC) proizvod koji je izdat krajem 2005 godine, što je bilo praćeno Fank Programom za svoje NAC kompatibilne prekidače. Prema pregledu iz 2006. od strane " Mrežnog Sveta " Džuniperov SSG520 zaštitni zid i proizvod rutera bio je " prva ozbiljna pretnja“ konkurentnom proizvodu Ciska. Džuniper je izdao SRX porodicu mrežnih prolaza u 2008. Oni su se prodavali dobro ali mušterije i preprodavci su izjavili tehničke probleme koji su započeli u 2010- koje Džuniper nije priznao do 2012. kada je počeo da obnavlja proizvode softvera.
U avgustu 2011. Džuniper i AT&T objavili su da će zajedno da razviju bezbednosnu aplikaciju zasnovanu na Džuniperovom softverskom programu. U maju 2011. Džuniper je izdao seriju novih osobina za Web bezbednosni softver koji je uzeo iz Mikonos softvera tog Februara. Mikonos' program je fokusiran na varanju hakera lažirajući nesposobnost i prateći njihovu aktivnost. U Januaru 2014. Džuniper je izdao virtuelne mašine.
Analiza Džuniperovog SkrinOS firmver koda u Decembru 2015. otkrila je bekdor ključ koristeći Dvojni EC DRBG koji omogućava pasivno dešifrovanje saobraćaja šifrovanog od strane SkrinOS. Ovaj Bekdor je ubacen u 2008. godini u verzijama SkrinOS od 6.2.0p15 do 6.2.0p18 i od 6.3.0p12 do 6.3.0p20 i daje svakom korisniku pristup administratorskom nalogu uz posebnu glavnu šifru. Neki analitičari tvrde da bekdor i dalje postoji na SkrinOS. Stiven Čekvej je naveo da u Wired "i ako postoji bekdor to nije namerno urađeno, već je verovatno koincidencija."
U Decembru 2015, Džuniper Sistemi su objavili da su otkrili "neovlašćeni kod" u SkrinOS programu koji leži u osnovi NetSkrin uređaja, koji je prisutan od 2012. godine. Postojala su dva propusta: Jedan je bio jednostavna lozinka za rut bekdora, a drugi je menjao mesta u Dvojnom_EC_DRBG tako da su napadači verovatno imali ključ za korišćenje (namerno ili nenamerno) kleptografija bekdor u SckrinOS za pasivno dešifrovanje saobraćaja.

### Softver definisan mrežama
Prema 2014 SWOT analizu MarketLajna, u skorijoj istoriji Džuniper je bio fokusiran na programski-definisanu mrezu (SDN). SDN kompanije je stekla Kontrail Sisteme u Decembru 2012. Narednog meseca Džuniper je objavio SDN strategiju, koja je uključivala novi licencni model zasnovan na upotrebi novih funkcija za Džunos operativne sisteme. U Februaru 2013, Džuniper je objavio nekoliko SDN proizvoda, uključujući i rezervisanje softverske aplikacije, Usluge Aktivacionog Direktora i Mobilna Kontrola Gejtveja uredjaja.
U Maju 2013, Džuniper je najavio SDN kontroler koji se zove DžunosV Kontreil, koristeci tehnologiju koje je stečena u Kontrail Sistemima. Serije SDN proizvoda su puštene u Februaru 2014, kao što je mrežni softverski proizvod, Džunos Fjužn, i SDN kontroler nazvan Nortstar. Nortstar pomaže u pronalaženju optimalnih puteva za podatke koji putuju kroz mrežu.

### Skorašnji Apdejti
U Martu 2015, Džuniper je najavio niz novosti u PTX porodici osnovnih rutera, QFX porodica prekidača, kao i ispravke u svom bezbednosnom portfoliju.
Prema izveštaju objavljenom od strane konsultantske firme LeksInova u Junu 2015, Džuniper Mreže je treći najveći primalac mrežnih patenata vezanih za bezbednost sa portfoliom od 2,926 patenata vezanih za bezbednost.

## Operacije
Džuniper Mreže operira u više od 100 zemalja. Oko 50% svoje zarade je iz Amerike, 30% iz EMEA i 20% iz Azije. Džuniper prodaje direktno biznismenima, i kroz preprodavce i partnere kao sto su Erixson, IBM, Nokia, IngramMicro i NEC. Oko 50% Džuniperove zarade je od rutera, 13% od prekidača, 12% od IT bezbednosti i 25% od usluga.
Prema izveštaju iz 2013 od strane Glasdor, Džuniper mreže imaju najplaćenije softver inzenjere u tehnološkom sektoru sa oko 24 000 dolara godišnje. Operira sa Džuniper Mreže Akademskom Alijansom (JNAA) programom koji traži nove tek diplomirane studente.
Prema SWOT analizi od strane MarketLana, Džuniper ima "jak fokus" na istraživanje i razvoj. R&D troškovi su bili izmedju 22 i 25% zarade od 2011 do 2013. Većina proizvodnje kompanije je prepuštena na tri proizvodne kompanije: Kelestika, Flekstroniks i Akton Tehnologije. Džuniper radi na Džunos inovativnom fondu koji je počeo sa 50 miliona dolara u 2010. i investira u tehnološke kompanije u ranom stadijumu razvijajući aplikacije za Džunos operativni sistem. Džuniper mreze investirale su 20 kompanija. Procenjeno je da je to od 1-2% kompanija koje su procenili za potencionalno ulaganje.

## Spoljasnji linkovi
- Званични веб-сајт